# Sperrfrist (Presse)

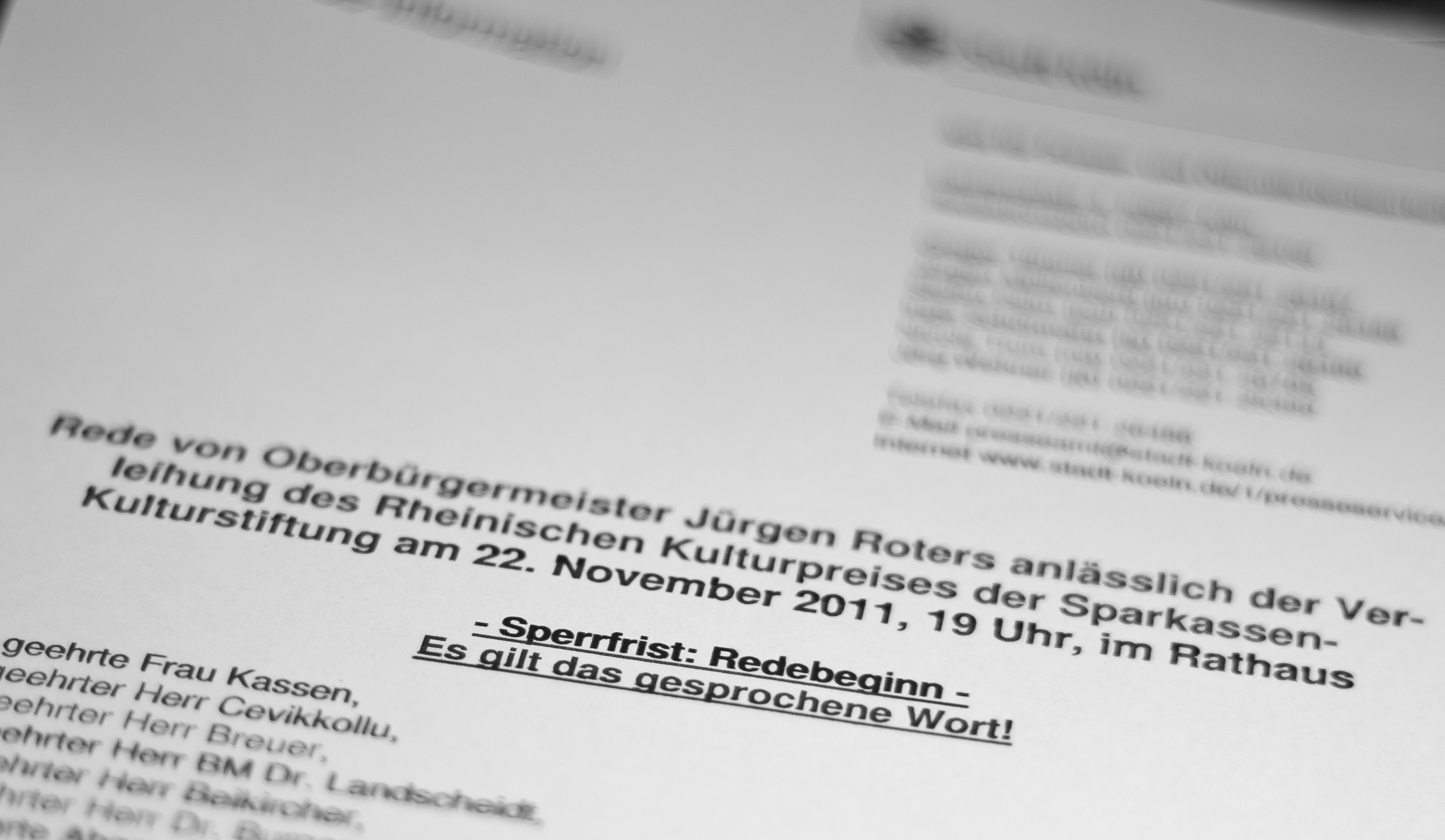
Redemanuskript des Kölner Oberbürgermeisters Jürgen Roters zur Verleihung des Kulturpreises der Sparkassen-Kulturstiftung Rheinland. Das Manuskript wurde vor der Preisverleihung an die Presse mit den Vermerken: Sperrfrist: Redebeginn und Es gilt das gesprochene Wort verteilt

Eine Sperrfrist (vor allem im angelsächsischen bzw. frankophonen Bereich sowie in der Deutschschweiz auch Embargo) ist eine zeitliche Veröffentlichungssperre für Nachrichten und Informationen. Sperrfristen werden eingesetzt, wenn den Medien vorab Informationen zur Verfügung gestellt werden sollen oder müssen, um eine darauf folgende fundierte Berichterstattung zu ermöglichen, gleichzeitig aber eine vorzeitige Veröffentlichung verhindert werden soll. So werden auch Neuerscheinungen von Büchern schon vor dem Erscheinungstermin an die Rezensenten gegeben. Die mit dem Sperren verbundene Geheimniskrämerei sorgt für Gerüchte und erhöht den Marktwert der Nachricht. Oft werden Sperrfristen auf die frühen Morgenstunden des folgenden Tages gesetzt, um Printmedien nicht zu benachteiligen.
Nachrichten bzw. Informationen, die mit einer Sperrfrist gekennzeichnet sind, sollen von Medien nicht vor dieser Frist veröffentlicht werden. Die Medien müssen sich jedoch daran nicht halten. Sperrfristen unterliegen grundsätzlich der freien Vereinbarung zwischen Informanten und Medien und damit dem Vertrauensverhältnis zwischen diesen. Ein Bruch der Sperrfrist ist daher ein Vertrauensbruch, der jedoch rechtlich ohne Belang ist, sofern es keine entsprechende vertragliche Vereinbarung gibt.
Oft muss eine Redaktion, die Sperrfristen missachtet, damit rechnen, künftig von Vorabinformationen ausgeschlossen zu werden.
In Deutschland sah der Pressekodex bis 2006 vor, Sperrfristen einzuhalten, wenn dies sachlich gerechtfertigt war, zum Beispiel beim Text einer noch nicht gehaltenen Rede oder bei Informationen über ein noch nicht eingetretenes Ereignis. Bei der Novellierung der Richtlinien am 21. November 2006 fiel die entsprechende Richtlinie weg. Der Presserat stellt es damit in die Verantwortung der Redaktionen, Sperrfristen zu beachten oder nicht.

## Embargofrist im wissenschaftlichen Publizieren
Als Embargo- oder Sperrfrist wird der Zeitraum bezeichnet, nach dem es Verlage den Autoren erlauben, den Volltext ihrer Publikation als Zweitveröffentlichung auf einem Repositorium verfügbar zu machen (im Sinne der Selbstarchivierung, auch grüner Weg von Open Access genannt). Die Länge der Frist hängt vom Ermessen des jeweiligen Verlags ab. Bei Zeitschriften liegt sie meist zwischen 6 und 12 Monaten, manchmal auch bei 24 Monaten.